# Calle Yerbal (Montevideo)

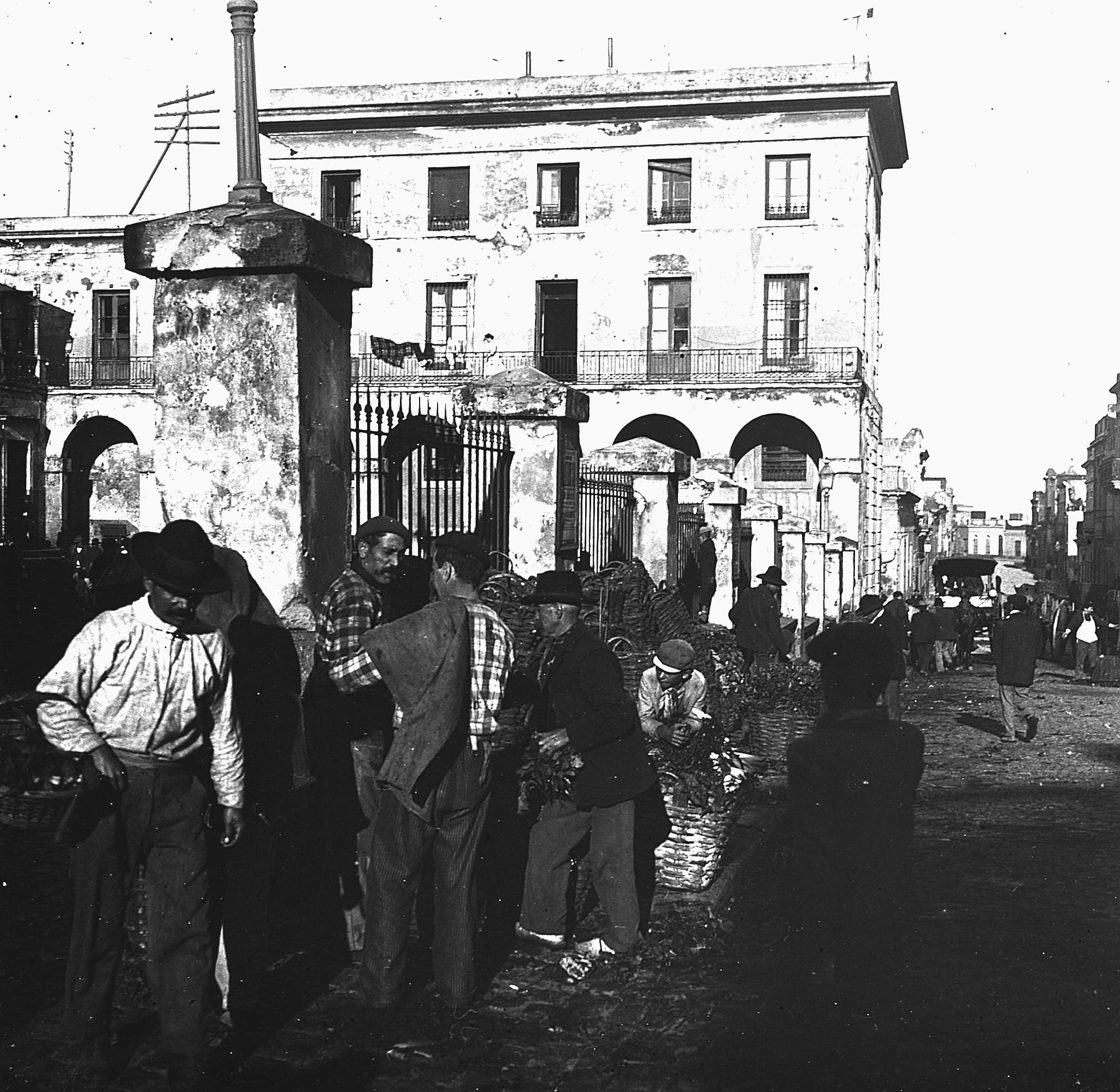
Una imagen de la antigua calle Yerbal.

La calle Yerbal es una calle desaparecida de la ciudad de Montevideo, ubicada en El Bajo, actual barrio de Ciudad Vieja. Nacía en la intersección de las calles Ituzaingó, Brecha y Reconquista y conectaba con la calle Ciudadela.

## Historia
Aparece a principios del siglo XIX, por fuera de las murallas de Montevideo. Durante la Guerra Grande a mediados de la década de 1840, en su reciente condición de hombres libres, los negros de Montevideo efectuaban allí sus "candombes", que consistían en ceremonias con danzas y cantos al son de los tamboriles en la calle Recinto, ubicada al extremo Sur de la ciudad, entre la calle Yerbal y el Río de la Plata.
Durante el proceso de consolidación y expansión de Montevideo, la calle Yerbal tuvo su auge entre la última década del siglo XIX y las primeras del XX. Era una zona conocida como "el Bajo", característica por la presencia de prostíbulos, juego clandestino y otros vicios. Tenía una vida tumultuosa, frecuentemente fuera de la ley, que se extendía también hacia la Ciudad Vieja de Montevideo. Ocurrieron crímenes como el del "Caoba", pero también se consideraba una zona pintoresca.
A principios del siglo XX esta zona fue demolida para dar lugar a la moderna Rambla Sur, obra que cambió formidablemente la geografía urbana de lo que en su tiempo fueran las afueras de la antigua ciudad. Hoy en día, esta Rambla constituye una vía de acceso vital al Centro y Ciudad Vieja.